# Noé Rivera
Noé Alejandro Rivera Burgos (Ciudad de Guatemala, Guatemala, 5 de septiembre de 1985 - 14 de mayo de 2011) fue un skater guatemalteco y fundador de 502 Skateboards. Fue uno de los skaters más influyentes en la escena del skateboarding centroamericano.

## Carrera
En 1999 viajó a Chicago, Illinois, Estados Unidos, en donde conoció el skateboarding y empezó a practicarlo. Volvió a Guatemala en 2002 y continuó su progreso en la disciplina del street skateboarding, llegando a posicionarse en los primeros lugares en los principales concursos de Guatemala.
En el 2007, se convirtió en el primer skater guatemalteco en participar en una de las competencias más importantes de ese deporte, el Tampa Am, y logró quedar en el puesto 82 de la competencia Volcom Damn Am en ese mismo año.

### 502 Skateboards
En 2008 fundó la primera empresa de fabricación de skateboards guatemalteca, llamada 502 Skateboards (en alusión al prefijo telefónico de Guatemala, +502), logrando establecerse exitosamente en el mercado nacional.

## Muerte
El sábado 14 de mayo de 2011, en horas de la madrugada, murió a causa de un accidente de tránsito.